# Artego
Artego Târgu-Jiu este o companie producătoare de articole din cauciuc din România.
A fost înființată în 1975, sub numele Întreprinderea de Articole Tehnice de Cauciuc și Cauciuc Regenerat debutând cu producerea în principal, a cauciucului regenerat.
În anul 1990, a devenit societate pe acțiuni și a primit numele Artego.
Artego este controlată de asociația salariaților, cu 70%, în timp ce SIF Oltenia deține 5,68%.
Titlurile Artego se tranzacționează la categoria de bază a pieței Rasdaq, sub simbolul ARTE.
Cifra de afaceri:
- 2015: 152 milioane lei
- 2014: 145 milioane lei

- 2013: 155 milioane lei

- 2008: 202,2 milioane lei (54,9 milioane euro)[1]

- 2007: 218,7 milioane lei[1]

#### Profit net:
- 2015: 11,3 milioane lei[4]
- 2014: 5 milioane lei
- 2013: 5,1 milioane lei

#### Salariați:
- 2015: 1.071
- 2014: 1.176
- 2013: 1.271